# Орден «За заслуги» (Украина)
Орден «За заслуги» — государственная награда Украины. Был учреждён Указом президента страны № 870/96 от 22 сентября 1996 года для отличия граждан за выдающиеся достижения в экономической, научной, социально-культурной, военной, государственной, общественной и других сферах общественной деятельности на благо Украины.

## История учреждения ордена
Орден «За заслуги» стал преемником Почётного знака отличия президента Украины — первой награды независимой Украины, учреждённой 18 августа 1992 года президентом Украины Л. Кравчуком к 1-й годовщине независимости Украины. В августе 1992 года Почётного знака № 1 был удостоен известный советский украинский писатель, председатель Украинского совета мира, академик НАН Украины Олесь Гончар. Учитывая мировой и отечественный наградной опыт, знак был трансформирован в орден «За заслуги» трёх степеней, что значительно расширило сферу его применения. Граждане, удостоенные Почётного знака отличия президента Украины, именуются кавалерами ордена «За заслуги» и сохраняют за собой право на ношение вручённых им Почётных знаков отличия президента Украины. Награждение орденом «За заслуги» может производиться посмертно.

## Положение о награде
1. Орден «За заслуги» имеет три степени: высшей степенью ордена является І степень. 

2. Орденом «За заслуги» награждаются граждане Украины за выдающиеся личные достижения в экономической, научно-технической, социально-культурной, военной, государственной, общественной и других сферах деятельности. 

3. Орденом «За заслуги» могут быть награждены иностранные граждане и лица без гражданства:
- орденом «За заслуги» І степени — главы суверенных государств, руководители правительств и парламентов, министры суверенных государств;
- орденом «За заслуги» ІІ степени — заместители руководителей правительств и парламентов, министры и руководители других центральных органов исполнительной власти, послы иностранных государств на Украине;
- орденом «За заслуги» ІІІ степени — работники посольств иностранных государств на Украине, известные государственные, политические, общественные деятели, художники, научные работники, бизнесмены и другие лица.

4. Награждённый орденом «За заслуги» любой степени именуется кавалером ордена «За заслуги».

5. Награждение орденом «За заслуги» следующей степени возможно, как правило, не ранее, чем через три года после награждения орденом предыдущей степени.

6. Награждение орденом «За заслуги» может быть произведено посмертно.

7. Орден «За заслуги» І степени имеет знак ордена и звезду ордена, ІІ и ІІІ степени — только знак ордена.

## Описание

### Орден «За заслуги» I степени
Знак ордена «За заслуги» І степени изготавливается из серебра и имеет форму креста с закруглёнными концами, наложенного на медальон с изображением растительного орнамента. Стороны креста покрыты эмалью малинового цвета, пружки креста — позолоченные. Из-под медальона в направлении сторон креста расходятся пучки лучей. Посредине креста в венке из дубовых и лавровых веток на голубом фоне изображение малого Государственного Герба Украины — трезубца. Венок, трезубец, лучи позолочены. Медальон — из оксидированного серебра. Все изображения рельефные. К верхнему пучку лучей прикрепляется кольцо с ушком, сквозь которое протягивается лента для ношения на шее.
Размер знака между противоположными концами — 55 мм.
Обратная сторона знака плоская, с выгравированным номером знака ордена.

### Звезда ордена «За заслуги» I степени

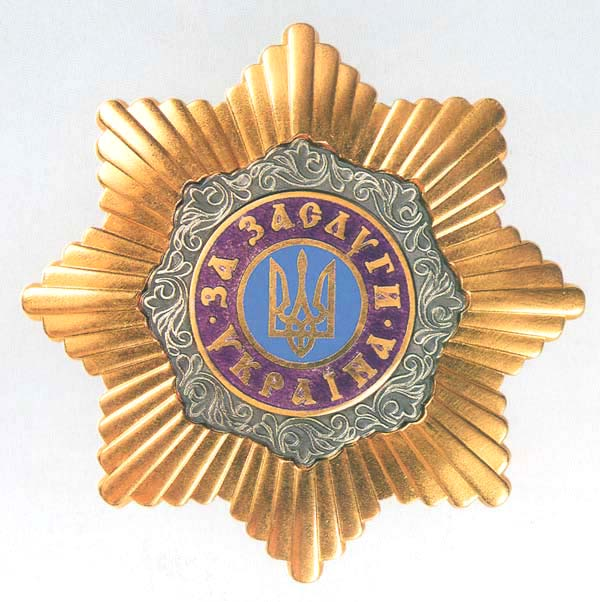
Звезда ордена 1 степени

Звезда ордена «За заслуги» изготавливается из серебра и имеет форму восьмиугольной звезды с расходящимися лучами. Посредине звезды — круглый медальон, в центре которого на синем эмалевом фоне изображение малого Государственного Герба Украины. Медальон обрамлен рельефным растительным орнаментом. По кругу медальона, покрытому эмалью малинового цвета, размещена надпись позолочёнными буквами «За заслуги», в нижней части — «Украина».
Размер звезды между противоположными концами — 77 мм.
Обратная сторона звезды плоская, с выгравированным номером и булавкой для прикрепления к одежде.

### Орден «За заслуги» II степени

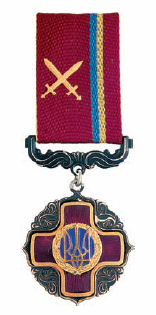
Знак ордена «За заслуги» III степени с мечами

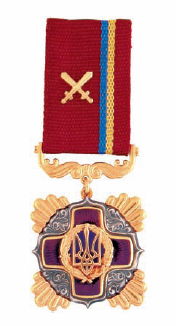
Знак ордена «За заслуги» II степени с мечами

Знак ордена «За заслуги» II степени изготавливается из серебра и имеет форму креста с закруглёнными концами, наложенного на медальон с изображением растительного орнамента. Стороны креста покрыты эмалью малинового цвета, пружки креста позолочены. Из-под медальона по диагонали расходятся пучки лучей. Посредине креста такое же изображение, как на знаке ордена І степени.
Размер знака между противоположными концами лучей — 50 мм.
К верхнему концу креста прикрепляется кольцо с ушком, которое соединяется с фигурной колодкой, обтянутой лентой. Размер колодки: длина — 45 мм, ширина — 28 мм. На обратной стороне колодки размещена булавка для прикрепления знака к одежде.
Для военнослужащих на колодке знака ордена «За заслуги» II и III степени с левой стороны колодки на малиновом фоне закреплены скрещённые мечи из позолоченного томпака.

### Орден «За заслуги» III степени
Знак ордена «За заслуги» III степени изготавливается из нейзильбера и имеет форму креста с закруглёнными концами, наложенного на медальон с изображением растительного орнамента. Стороны креста покрыты эмалью малинового цвета. Посредине креста в венке из дубовых и лавровых веток на голубом фоне — изображение малого Государственного Герба Украины — трезубца. Венок, трезубец, пружки креста позолоченные. Медальон — из оксидированного серебра. Все изображения рельефные.
Размер знака между противоположными концами — 37,2 мм.
Обратная сторона знака плоская, с выгравированным номером ордена.
К верхнему концу креста прикрепляется кольцо с ушком, которое соединяется с фигурной колодкой, обтянутой лентой. Размер колодки: длина — 45 мм, ширина — 28 мм. На обратной стороне колодки размещена булавка для прикрепления к одежде.

### Ленты, планки, миниатюры
Лента ордена «За заслуги» шёлковая муаровая малинового цвета с двумя продольными полосками цветов Государственного Флага Украины (синей и жёлтой) с правого края. Ширина ленты — 28 мм. Ширина синей и жёлтой полосок — по 2,5 мм на расстоянии 5 мм от правого края.
Планка ордена «За заслуги» представляет собой прямоугольную металлическую пластинку, обтянутую лентой. Размер планки: высота — 12 мм, ширина — 28 мм.
- На планке ордена І степени — накладной крестик жёлтого металла.
- На планке ордена II степени — накладной крестик белого металла.
- На планке ордена III степени — накладной крестик из нейзильбера.

Миниатюра знака ордена «За заслуги» представляет собой изображение знака ордена III степени в уменьшенном виде.
Миниатюра знака ордена І и II степени изготавливается из серебра, III степени — из нейзильбера и томпака.
Размер миниатюры — 22 мм. Размер колодки: длина — 30 мм, ширина — 18 мм. Ширина ленты на колодке миниатюры — 18 мм.

## Порядок ношения
- Орден «За заслуги» І степени носится на шейной ленте ниже ордена князя Ярослава Мудрого ІІ, ІІІ степени.
- Звезда ордена «За заслуги» I степени носится на левой стороне груди ниже наград на колодках (лентах) после звезды ордена князя Ярослава Мудрого І, ІІ степени.
- Орден «За заслуги» ІІ, ІІІ степени носится на левой стороне груди после ордена князя Ярослава Мудрого ІV, V степени.

Для ордена «За заслуги» предусмотрена миниатюра, которая носится на левой стороне груди вместо знака и звезды ордена.

## Иллюстрации

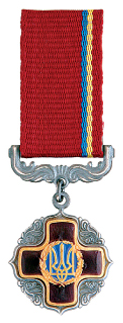
Миниатюра ордена
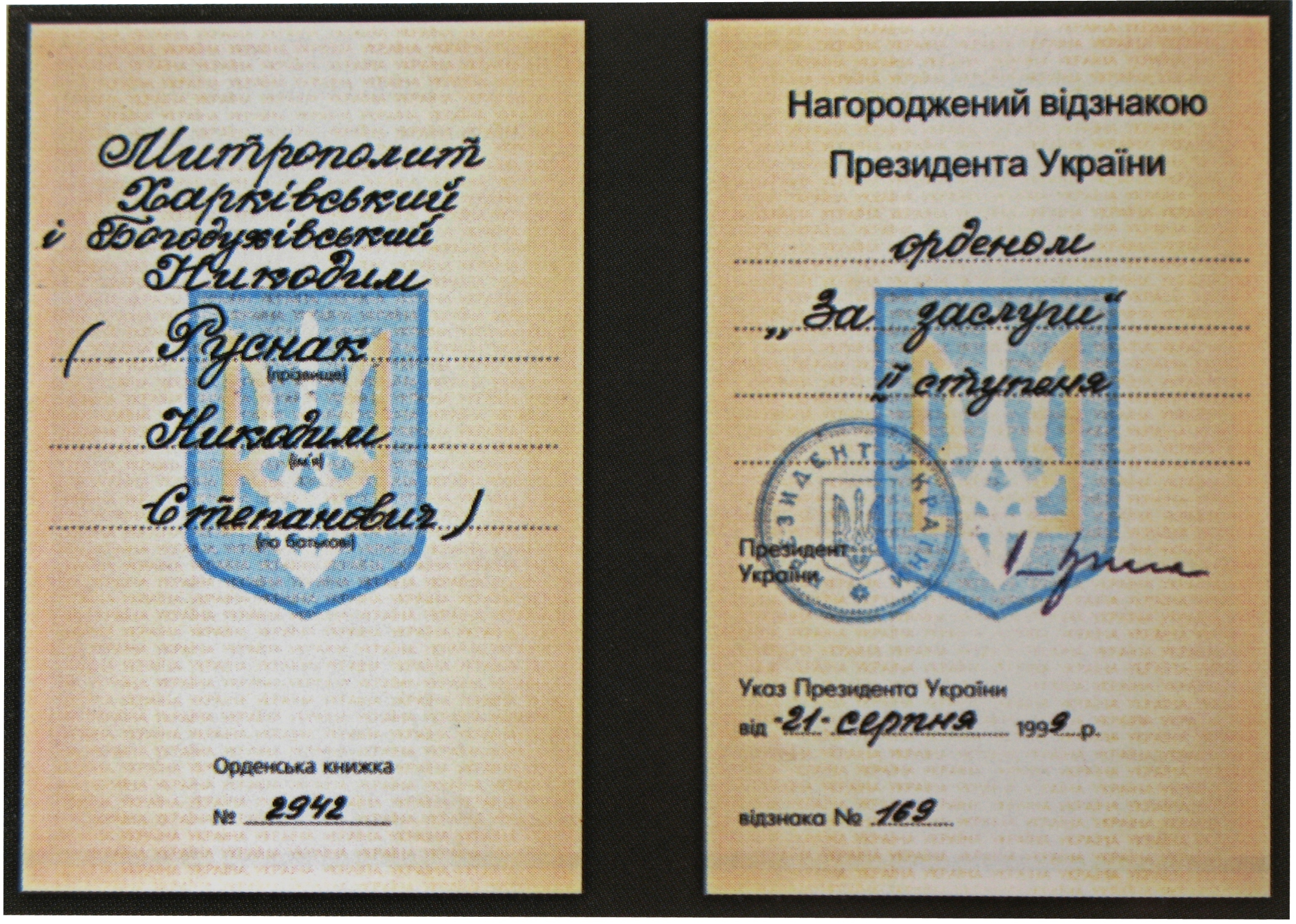
Орденская книжка знака отличия президента Украины — ордена «За заслуги» II ст. (1999)
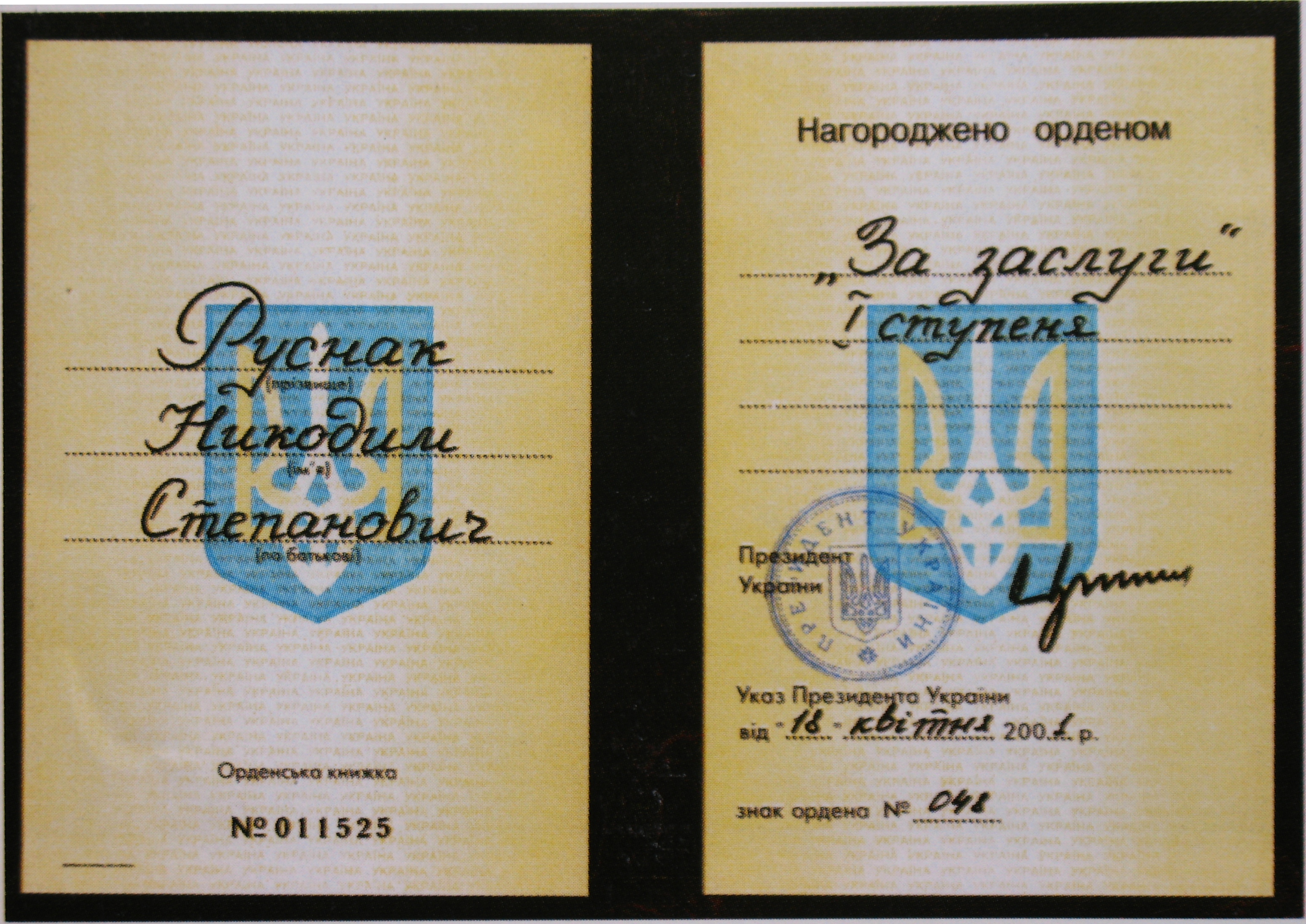
Орденская книжка ордена «За заслуги» I ст. (2001)
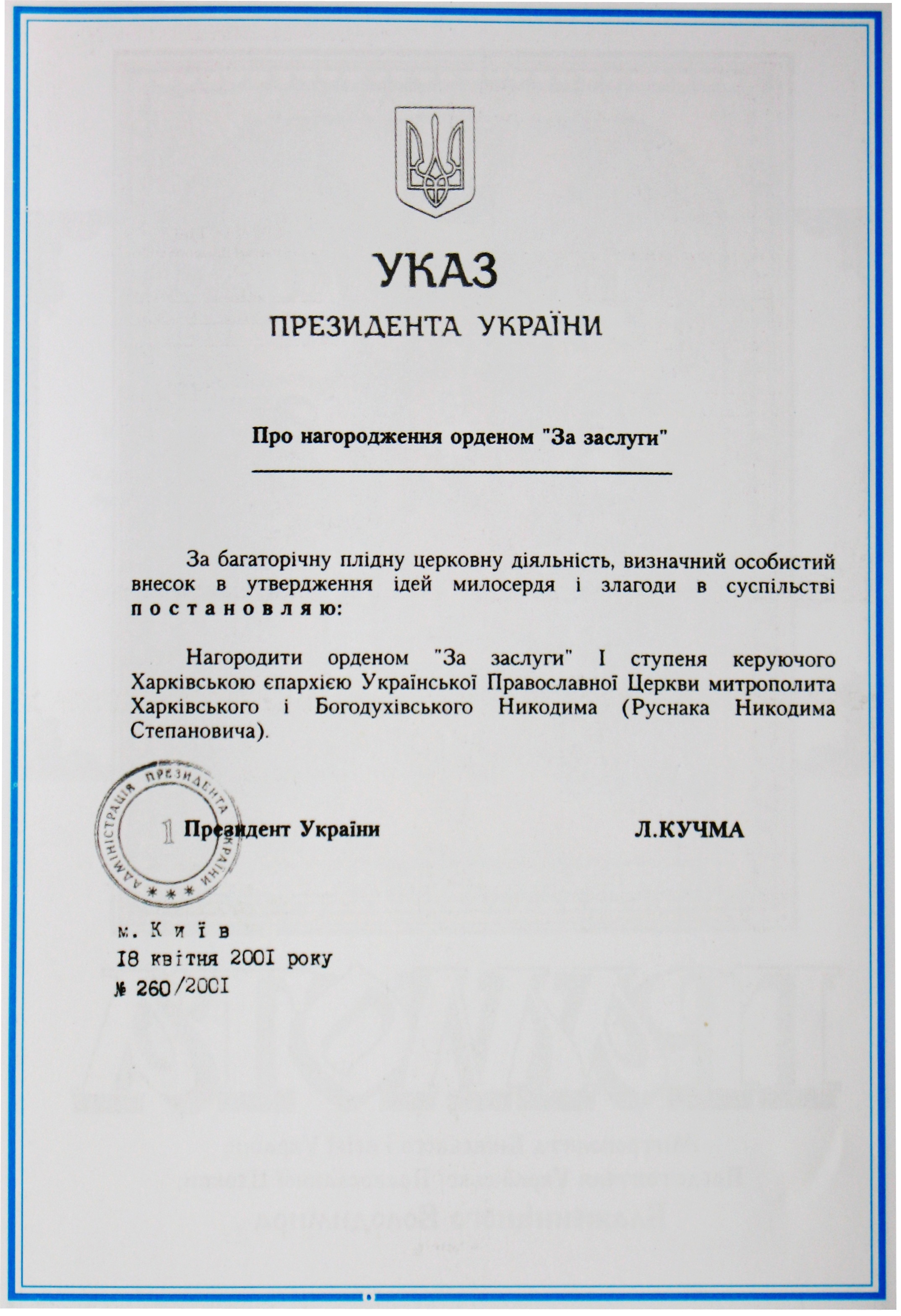
Указ о награждении орденом «За заслуги» I ст. (2001)